# Stanisław Szymański (dyplomata)
Stanisław Szymański (ur. 3 maja 1932 w Łężynach) – polski dyplomata i działacz państwowy, ambasador w Tanzanii (1982–1986) i Irlandii (1996–1997), wiceminister spraw zagranicznych (1993–1995). 

## Życiorys
Ukończył studia na Wydziale Dyplomatyczno-Konsularnym Szkoły Głównej Służby Zagranicznej oraz podyplomowe studium międzynarodowych stosunków gospodarczych SGPiS. Członek Związku Młodzieży Wiejskiej RP „Wici” oraz Zjednoczonego Stronnictwa Ludowego. 
W 1955 podjął pracę w Ministerstwie Spraw Zagranicznych, gdzie doszedł do stanowiska doradcy ministra i naczelnika Wydziału w Departamencie Prasy i Informacji. Przebywał na placówkach w Londynie, Pjongjangu, Kairze, Chicago. Pełnił misję ambasadora PRL w Tanzanii (1982–1986). W okresie rządów SLD-PSL sprawował funkcję podsekretarza stanu w resorcie spraw zagranicznych z ramienia Polskiego Stronnictwa Ludowego. Od 1996 do 1997 był ambasadorem RP w Irlandii. 